# Zaglmühle
Zaglmühle ist ein Ort im Markt Wartenberg.
Die Zaglmühle liegt an der Strogen und war ein Gemeindeteil der damaligen Gemeinde Auerbach.